# Magic and Mayhem: The Art of Magic
Magic and Mayhem: The Art of Magic est un jeu vidéo de rôle et de stratégie en temps réel développé par Charybdis et sorti en 2001 sur Windows. Il fait suite à Arcanes, publié fin 1998. Le joueur incarne un mage qui dispose de sortilèges offensifs et défensifs et qui peut invoquer des créatures pour le défendre ou attaquer ses adversaires.

## Accueil
| Magic and Mayhem: The Art of Magic |      |       |
| Média                              | Pays | Notes |
| Computer Gaming World              | US   | 4/5   |
| Gamekult                           | FR   | 5/10  |
| GameSpot                           | US   | 65 %  |
| Gen4                               | FR   | 11/20 |
| Jeuxvideo.com                      | FR   | 11/20 |
| Joystick                           | FR   | 69 %  |
| PC Gamer UK                        | GB   | 60 %  |